# Genomica della conservazione
La genomica della conservazione è una disciplina che impiega le nuove tecnologie di sequenziamento, di interi genomi o di grandi porzioni di essi, per affrontare problemi relativi alla conservazione di popolazioni, specie e, in generale, della biodiversità. 
Si tratta di una disciplina quantitativa il cui potere analitico e predittivo si fonda sull’utilizzo di modelli statistici propri della genetica evoluzionistica, della genetica delle popolazioni e della genomica comparata.

## Introduzione
Le differenze tra genetica della conservazione e genomica della conservazione sono sia quantitative, maggior numero di marcatori genetici analizzati, sia qualitative, possibilità di studiare sia processi evolutivi neutrali che adattativi.

Si passa quindi dall'impiego di uno o pochi marcatori genetici, mitocondriali e/o nucleari (microsatelliti), solitamente ad evoluzione neutrale, all'analisi di moltissimi marcatori, fino ai genomi interi, e allo studio della totalità dei processi evolutivi in gioco sia neutrali sia dipendenti dalla selezione.

L'aumento dei frammenti di DNA analizzati permette di migliorare la qualità statistica dei risultati e di studiare le determinanti genetiche dei fenotipi direttamente collegati ai rischi di estinzione.
Lo sviluppo della genomica di conservazione è stato possibile grazie alla diffusione delle tecnologie di sequenziamento massivo di DNA e RNA (NGS: Next Generation Sequencing) e al grande aumento del potere computazionale dei computer. L'analisi genomica può essere impiegata per la conservazione e la gestione di popolazioni selvatiche minacciate in natura ed in cattività identificando, per esempio, il livello di consanguineità (inbreeding) tra individui, la presenza di alleli specifici responsabili per adattamento locale di una popolazione, il carico genetico (genetic load) che impatta la fitness di individui e popolazioni o le conseguenze dell'introgressione tra popolazioni diverse sia naturale (migrazione) che artificiale (genetic rescue).
Numerosi studi impiegano attualmente gli strumenti della genomica della conservazione per proteggere specie minacciate e, più in generale, per contrastare l'attuale grave perdita di biodiversità a cui stiamo assistendo nell'ambito della sesta estinzione di massa.

Esempi di iniziative ad ampia scala sono l'Earth Biogenome Project, che si pone come obiettivo il sequenziamento dei genomi di tutte le specie viventi, il Vertebrate Genome Project, l'European Reference Genome Atlas con lo scopo di produrre i genomi di riferimento per tutta la biodiversità europea.

Progetti di ambito nazionale sono ad esempio Endemixit che ha come oggetto di studio 5 specie autoctone italiane (l'orso bruno marsicano, la farfalla di Ponza, la lucertola della Eolie, lo storione cobice, e l'ululone appenninico) e si propone di esplorare le possibilità offerte dalla genomica in ambito di gestione e conservazione della diversità genetica di specie (o popolazioni) uniche della fauna italiana.

Un altro progetto è il California Conservation Genomics Project che vuole collezionare i genomi completi di oltre 200 specie vegetali ed animali, invertebrati e vertebrati, presenti in California per contribuire “alla gestione e conservazione della biodiversità regionale dal cambiamento climatico”.

Altro esempio interessante è l'AfricaBP che ha l'obiettivo di sequenziare i genomi delle specie, endemiche e non, presenti nell'agro-ambiente africano per attuare politiche di sviluppo sostenibili ed efficaci in campo di produzione primaria e sostenibilità ambientale.

## Gli obiettivi della genomica in biologia della conservazione
Uno dei principali obiettivi che si tenta di perseguire in genomica della conservazione, attuando strategie mirate ed efficaci per la salvaguardia delle specie a rischio, è quello di mantenere la variabilità genetica all'interno di una specie e delle popolazioni che la compongono.

Una popolazione rappresenta un gruppo di individui di una specie che vivono stabilmente nel medesimo territorio e nello stesso arco temporale e si accoppiano tra di loro, ma possono anche ricevere migranti da altre popolazioni. La popolazione rappresenta l'unità evolutiva di riferimento in genetica delle popolazioni.

Definire una popolazione è inoltre molto importante ai fini pratici della conservazione delle stesse perché, identificando un gruppo di individui con caratteristiche peculiari rispetto ad altri, si riesce meglio a monitorarlo e salvaguardarlo.

Garantire popolazioni (e di conseguenza specie) più eterogenee possibili dal punto di vista genetico è fondamentale perché le rende più resilienti e resistenti agli stress, siano essi esterni (come, ad esempio, episodi epidemici etc.) o anche dovuti a fenomeni evolutivi che si manifestano con maggiore intensità nelle popolazioni piccole come la deriva genica o la depressione da consanguineità. Inoltre, una maggiore variabilità adattativa è indispensabile, anche se non sempre sufficiente, per fronteggiare i recenti ed intensi cambiamenti ambientali dovuti alle attività antropiche e per adattarsi efficacemente a nuove condizioni ambientali. Tra queste modificazioni ricordiamo il riscaldamento globale, la frammentazione degli habitat, l'urbanizzazione, l'introduzione di specie aliene ed invasive, la presenza di contaminanti, la caccia e la pesca eccessiva.
Un altro obiettivo della genomica di conservazione è quello di studiare se e come evolvano le specie in risposta a nuovi stress (e le dinamiche temporali di questi processi). Anche in questo caso la potenza del dato genomico permette di trattare con maggior precisione il problema implementando modelli e stime più affidabili.

La sfida che permane è analizzare grandi dataset genomici gettando nuova luce sullo studio dei processi evolutivi e dei meccanismi microevolutivi che guidano l'adattamento delle popolazioni e delle specie.

## Vantaggi della genomica di conservazione

### Stima di parametri demografici
Un genoma può essere considerato come l'insieme di moltissimi loci tra loro ricombinanti e quindi indipendenti per quanto riguarda la loro traiettoria evolutiva. La traiettoria evolutiva neutrale di una nuova variante, che compare casualmente per mutazione in un locus, ossia la sua fluttuazione casuale in frequenza durante le generazioni dovuta alla deriva genetica, fino alla perdita o alla fissazione, è influenzata dai parametri demografici della popolazione di appartenenza.

Essendo un processo casuale la cui varianza aumenta al diminuire della dimensione della popolazione, lo studio di una singola traiettoria non consente l'inferenza dei parametri demografici che l'hanno influenzata (specialmente in popolazioni e specie a rischio di estinzione). Ricostruendo le traiettorie evolutive di moltissimi loci, le quali possono considerarsi come repliche indipendenti influenzate dagli stessi parametri demografici, diventa possibile produrre stime accurate e precise di questi parametri anche impiegando un campione statistico molto piccolo.
Analizzando dati genomici di pochissimi individui, anche di uno solo, si possono ottenere stime accurate dei parametri demografici della popolazione di provenienza come, ad esempio, i livelli di variabilità (l'eterozigosità media di un individuo corrisponde al valore di Theta di Watterson della popolazione a cui appartiene), il differenziamento (ovvero la struttura delle popolazioni) e il flusso genico tra popolazioni (isolamento dovuto a frammentazione), l'ibridazione tra specie native e specie introdotte e/o invasive.

Approcci statistici basati sulla teoria della coalescenza sono in grado di ricostruire la storia demografica di una popolazione utilizzando il genoma di un singolo individuo (PSMC) o di pochi individui (MSMC e Stairway plot).
Particolarmente interessante è la possibilità di impiegare i dati genomici per la stima dei livelli di parentela (relatedness) e le runs-of-homozygosity (ROH) in un genoma per stimare il livello di consanguineità di un individuo; le ROH sono tratti di genoma di un individuo in cui l'eterozigosità è pressoché nulla. La lunghezza media delle ROH dipende dal numero di generazioni, e quindi dagli eventi di ricombinazione, che separano le due copie del genoma (materno e paterno) di un individuo ed è proporzionale al livello di consanguineità dei genitori e quindi al livello di consanguineità dell’individuo considerato; ROH lunghe indicano incroci tra consanguinei stretti (comuni in popolazioni piccole o in declino).

L'analisi delle ROH può essere effettuata preliminarmente ad azioni di conservazione, come i ripopolamenti di fauna selvatica (salvataggio genetico), o negli allevamenti controllati per la riproduzione di specie in cattività.

Uno studio dello Zoonomia Consortium ha osservato la lunghezza delle ROH in 240 specie di mammiferi euteri (rappresentanti della maggior parte delle famiglie di mammiferi esistenti) relazionandola alla categoria IUCN di appartenenza della specie; ha evidenziato come ROH in media più lunghe vengano riscontrate in specie incluse in categorie di rischio di estinzione maggiore.
Oltre ad essere conveniente dal punto di vista economico, analisi basate su uno o pochi individui costituiscono un enorme vantaggio quando vengono applicate a specie rare o difficili da campionare, specie presenti solo in cattività o di cui esistono reperti museali. Le nuove tecnologie di sequenziamento genomico risultano particolarmente adatte all'analisi del DNA frammentato presente in campioni antichi, di campioni di bassa qualità come resti o parti di individui (peli, piume, feci, etc.) o di campioni ambientali (eDNA da campioni di suolo o d'acqua). Il sequenziamento mirato di DNA frammentato di specie, di cui è però ben conosciuto il genoma di riferimento, apre nuovi orizzonti per il monitoraggio e la gestione di specie poco conosciute.

### Studio dei processi evolutivi determinati dalla selezione naturale
La maggior parte dei loci lungo un genoma seguono traiettorie evolutive influenzate principalmente da processi demografici neutrali mentre solo per una piccola percentuale le traiettorie evolutive saranno determinate dalla selezione naturale. Analizzando l'intero genoma è possibile identificare loci sotto selezione se caratterizzati da patterns di variabilità molto diversi (outliers) rispetto al pattern medio riscontrato in tutti gli altri loci del genoma ad evoluzione neutrale. Questi saranno, ad esempio, loci in cui una certa mutazione vantaggiosa è aumentata rapidamente in frequenza (selezione positiva) fino alla fissazione in quella popolazione trascinando con sé tutte le altre varianti ad essa associate (in linkage) e causando una drastica riduzione della variabilità in quel locus intorno alla variante sotto selezione (selective sweep); loci dove nuove mutazioni svantaggiose, e le varianti eventualmente associate ad esse, vengono rimosse per selezione purificante o loci dove diverse varianti vengono mantenute ad una frequenza intermedia, senza mai perdersi o fissarsi, per selezione bilanciante.
La ricerca di loci influenzati dalla selezione naturale può essere effettuata all'interno di una singola popolazione o tra popolazioni differenti e contribuisce al disegno di strategie di conservazione più complete. L'associazione di un determinato genotipo con fattori ecologici o ambientali (GEA) rappresenta un metodo per individuare regioni genomiche che mostrano un pattern di differenziamento determinato dagli effetti della selezione naturale in relazione ad un determinato gradiente o paesaggio ecologico o climatico (genomic landscape) consentendo, ad esempio, di individuare i genotipi più resistenti ai cambiamenti climatici (per esempio prevedere la sensibilità dei coralli all'aumento di temperature e allo sbiancamento oppure stimare il potenziale adattativo di alcune popolazioni mediterranee di pipistrelli sempre rispetto al cambiamento climatico).

In altri casi, studi di associazione tra genotipo e fenotipo (GWAS) possono essere effettuati per identificare le basi genomiche di adattamenti, o “maladattamenti”, locali in differenti popolazioni caratterizzate da particolari divergenze ecologiche, comportamentali, demografiche, di condizioni di salute, etc.
La presenza di alcune classi di varianti (non-sinonime, nonsense, loss-of-function, etc.) in un individuo (in eterozigosi o omozigosi) e la loro frequenza nella popolazione può essere utilizzata per stimare il carico genetico (genetic load) dell'individuo e della popolazione; siccome questo è potenzialmente inversamente correlato con la fitness, strategie di conservazione che tengano conto del carico genetico possono dimostrarsi più efficaci. In cattività, ad esempio, possono venire favoriti gli accoppiamenti tra individui dal carico genetico minore mentre, in condizioni naturali, possono essere pianificati rinsanguamenti di popolazioni a rischio di estinzione (salvataggio genetico) utilizzando individui da una popolazione sorgente con carico genetico basso.